# Saint-Quay-Perros
Saint-Quay-Perros (tiếng Breton: Sant-Ke-Perroz) là một xã của tỉnh Côtes-d’Armor, thuộc vùng Bretagne, tây bắc Pháp.

## Dân số
Người dân ở Saint-Quay-Perros được gọi là Kénanais.